# Освіта в Іспанії
Освіта в Іспанії регулюється законом про освіту від 2006 року — Головним законом освіти (La Ley Orgánica de Educación (LOE)). Є обов'язковою на рівні базової та середньої школи у віці від 6 до 16 років.

## Головні етапи розбудови освіти в Іспанії
Розвиток системи освіти в Іспанії розпочався з прийняттям у 1836 році Генеральний план суспільного розвитку (Plan General de Instrucción Pública) та в 1845 році Плану Підаля (Plan Pidal), який передбачав централізацію і секуляризацію шкільної освіти.
З розвитком капіталістичного виробництва в Іспанії система освіти почала регулюватися державою. У 1857 році був прийнятий перший закон про обов'язкову освіту — закон Мояно (La Ley Moyano). Цей закон встановлював освітні рівні (шестирічне початкове навчання (безкоштовне і обов'язкове); шестирічна середня освіта з випускним екзаменом; професійна освіта; університетська освіта або професійне навчання вищого рівня) та запроваджував обов'язкову освіту для дітей 6-9 років. Закон Мояно із змінами та доповненнями був чинний понад 100 років.
Католицька церква була активним учасником освітнього процесу в Іспанії. Вона керувала значною кількістю навчальних закладів усіх рівнів, релігія у школі була обов'язковим предметом. Викладання предметів була пронизана релігійним змістом і проводилося схоластичними методами. На початок XX ст. освіта в Іспанії опинилася в кризі, більшість населення Іспанії була неграмотна. Відповідальний за освіту в Іспанії Альваро де Фігера у 1900 році продовжив середню освіту до 13 років. Він відстоював державну освіту, висловлював думку про усунення релігії з освіти. У цей час педагог Франсеск Ферер заснував світську школу, яка стала зразком спільного навчання хлопчиків і дівчаток. Проте загальний рівень навчання залишався низьким, навчалася мала кількість дітей. Католицька церква продовжувала проводити навчання на своїх засадах.
Після проголошення в 1931 році Другої республіки в Іспанії почали з'являтися нові державні школи. Але з початком у 1936 році Громадянської війни в Іспанії школи розглядалися тільки в питанні ідеологічного виховання. Після закінчення війни відновилася роль католицької церкви в освіті. Вся система виховання і навчання від початкової до вищої школи була перебувала під впливом релігії та ідеології режиму Франко. Відновлювалися католицькі школи з централізованим управлінням, вивчення релігії було обов'язковим.
У 1970 році за ініціативою міністра Вільяма Паласі був прийнятий Головний освітній закон (la Ley General de Educación (LGE)). Це був дуже реформаторський закон, оскільки була проголошена нова модель освіти з чотирма освітніми ступенями (дошкільна освіта, основна школа, середня школа та вища школа) і узаконені інші види освіти, зокрема такі, як освіта дорослих, спеціальна освіта, дистанційна освіта, вечірні курси. Цей закон був спрямований на залучення до освіти всього населення Іспанії, мав метою підняти якість освіти.
За LGE початкова освіта продовжувалася до 14 років і отримала назву «базова основна освіта». Був уніфікований бакалаврат з трирічним терміном навчання, введені підготовчі доуніверситетські курси, професійна підготовка ввійшла в освітню систему. Були відмінені екзамени після закінчення кожного року навчання.
Головний закон про право на освіту (La Ley Orgánica 8/1985 Reguladora del Derecho a la Educación (LODE)), прийнятий у 1985 році, через десять років після смерті Франко, гарантував кожному громадянину Іспанії право на освіту за власним вибором, державне фінансування освіти, залучив громадськість діяльності освітніх закладів. Завданням освіти було визначена підготовка учнів до життя в демократичному суспільстві.
У 1990 році був прийнятий новий закон про освіту — Головний закон управління системою освіти (la Ley Orgánica de Ordenación General del Sistema Educativo (LOGSE)). Він встановлював, що навчання в основній та середній школі становить 10 років (від 6 до 16 років). Базова освіта є обов'язково та безкоштовною для учнів, які не досягли працездатного віку, тобто 16 років. Шкільна освіта складається із загальної і спеціальної. азова професійно-технічна освіта надається в середній школі. Професійну освіту можна отримати наприкінці обов'язкової середньої освіти або після бакалаврату. За Головним законом про участь, оцінку і керівництво навчальними закладами (LOPEG), прийнятим у 1995 році, було визначено принципи управління закладами освіти.
Прийнятий у 2002 році Закон про якість освіти (Ley Orgánica de Calidad de la Educación (LOCE) повертав освіту до того стану, що було до 1970 року (шкільні програми тих часів, випускні екзаменів по закінченню бакалаврату та зміни при вступі до університетів). Але цей закон не відповідав реаліям суспільства цього часу і через три роки втратив чинність.
Остання реформа у галузі освіти Іспанії відбулась у травні 2006 року із затвердженням Головного закону освіти (La Ley Orgánica de Educación (LOE).

## Державна політика у галузі освіти
Головний освітній закон (LGE), прийнятий у 1970 році за правління Франко, модернізував освіту в Іспанії. Про демократизація освіти відбулася тільки смерті Франко. У 1977 році політичними партіями Іспанії був прийнятий пакт Монокля, який визначив політику в усіх сферах життя країни. У галузі освіти демократизація освітньої системи повинна відбуватися із залученням громадськості до розвитку освіти. Держава брала на себе регулювання діяльності всіх типів навчальних закладів та викладачів, поступове введення безкоштовної освіти. Навчання повинне проводитися кількома мовами, освітні програми повинні враховувати особливості кожного регіону Іспанії.
Конституція Іспанії 1978 року закріпила основні положення законодавства у сфері освіти. У статті 27 зазначено:

1. Кожен має право на освіту. Визнається свобода освіти.

2. Освіта має на меті всебічний розвиток людської особистості на основі поваги демократичних принципів суспільного життя та основних прав і свобод.

3. Державна влада гарантує право батьків обирати для своїх дітей моральне і релігійне виховання у відповідності з їх власними переконаннями.

4. Основна загальна освіта є обов'язковою і безкоштовною.

5. Державна влада гарантує всім право на освіту за допомогою загального планування педагогічної системи, дієвої участі всіх зацікавлених секторів та створення навчальних
закладів.

6. За фізичними і юридичними особами визнається свобода створення навчальних закладів на основі поваги до конституційних принципів.

7. Викладачі, батьки і, при нагоді, учні здійснюють контроль і беруть участь в управлінні всіма навчальними закладами, що фінансуються за рахунок державного бюджету, у порядку, встановленому законом.

8. Державна влада контролює освітню систему і встановлює державні освітні стандарти з метою забезпечення дотримання законів.

9. Державні органи влади надають підтримку навчальним закладам, діяльність яких відповідає вимогам, передбаченим законом для надання такої підтримки.

10. Визнається автономія університетів у порядку, встановленому законом.
Освітню політику Іспанії, її рівень і реформи здійснює Міністерство освіти, культури та спорту (Ministerio de Educación, Cultura y Deporte або MECD). Кожна з 17 автономій країни вносить свої регіональні відмінності в освітні системи.

## Структура системи освіти Іспанії
Освіта в Іспанії поділяється на загальну та спеціальну (мистецькі, філологічні навчальні заклади).
Загальна освіта має чотири рівні:
- дошкільна (діти віком до 6 років);
- загальна базова освіта (учні 6-16 років);
- середня освіта (учні 16-18 років);
- вища освіта.[4]

В Іспанії нараховується 60 вищих навчальних закладів та більше 21 тис. початкових і середніх шкіл.

## Дошкільна освіта
Дошкільна освіта поділяється на два цикли: для дітей до трьох і до шести років. Вона й не є обов'язковою, проте майже всі діти 5-6 років відвідують дошкільні заклади.

## Загальна базова освіта
Загальна базова освіта складається з початкової освіти (Educacion Primaria) для дітей з 6 до 12 років та обов'язкової (основної) середньої освіти (Educacion Secundaria Obligatoria) з 12 до 16 років. Навчання на кожному етапі завершується тестуванням, яке визначає рівень сформованості навичок учнів.

### Початкова освіта
Початкова освіта в Іспанії є обов'язковою та безкоштовною, ділиться на три цикли, по 2 роки кожен. Навчання у початковій школі повинне надати усім учням базові навички (говоріння, читання, лічба, письмо), певні елементи культури, сформувати самостійність. По закінченні початкової школи учні отримують базові знання з різних галузей науки та мистецтва.
У 1-2 класі діти навчаються читанню, писанню, лічбі. Завданнями навчання у 3-4 класі є формування у дітей раціонального та об'єктивного мислення, вміння виконувати завдання різного рівня складності, працювати у команді. На 5-6 році навчання відбувається підготовка до навчання в основній школі.
Навчальна програма початкової школи складається з двох частин: обов'язкова та варіантна. На обов'язкову частину, у залежності від класу, виділяється 527—562 навчальних годин на рік, а на варіантну — 300—350 годин. До обов'язкової програми входять рідна мова і література, математика, іноземна мова, фізична культура, основи релігії, етики та моралі, мистецтво, природничі науки, соціальні науки. Вибір предметів варіантної частини здійснює адміністрації школи, зазвичай це іноземні мови, інформаційно-компютерні технології, тощо.
Від учителів початкових класів вимагається володіння добрими знаннями з різних предметів. Музику, фізичну культуру та іноземні мови викладають вчителі, які мають відповідну кваліфікацію.

### Обов'язкова середня освіта
Обов'язкова середня освіта розрахована на школярів 12-16 років. Її завданням є підготовка всіх дітей до переходу на наступні етапи навчання. Невстигаючих учнів залишають на другий рік. Обов'язковими предметами є природничі й суспільні науки, історія, географія, іноземні мови, математика, інформатика, іспанська мова й мова відповідної автономної області, фізкультура й музика. Учні, які навчалися успішно, отримують сертифікат Graduato de Educacion Secundario, який надає право на наступному етапі навчання отримати повну середню освіту.

## Середня освіта
Учні, які отримали обов'язкову середню освіту можуть продовжити навчання для отримання повної середньої освіти (підготовка до навчання в університеті) або отримати професійно-технічну освіту середнього рівня.
Навчання триває два роки. Учні вибирають один з напрямів навчання: природничі науки/медицина, гуманітарні й суспільні науки, природничі науки/техніка. На всіх напрямах обов'язкове іспанської мови й література, мови даної автономної області, іноземної мови, історії, філософії й фізкультури. Отримання диплома бакалавра надає право для вступу до університету, але не всі зразу ж приймають на навчання. Вони вимагають додатково закінчити спеціалізований передуніверситетський курс Curso de Orientacion Universitaria (COU).
Випускники, які отримали диплом бакалавра або про професійно-технічну освіту середнього рівня, можуть одержати професійно-технічну освіту підвищеного рівня.

## Вища освіта
За законодавством Іспанії вищу освіту можуть надавати тільки університети. Переважна більшість університетів державні. Є невелика кількість приватних, католицьких університетів. Навчання у державних університетах платне, але порівняно невисоке (приблизно 1000 євро за рік), у приватних значно дорожче. Система різноманітних заохочень надає студентам змогу отримувати стипендію.
Університети Іспанії проводять відбірковий вступний іспит Selectividad у вигляді тестів. За результатами єдиного вступного іспиту Prueba de Accesso a la Universidad проводиться зарахування до університетів.
У вишах Іспанії можна отримати вищу освіту трьох рівнів: бакалаврат (International Standard Classification of Education — ISCED 6), магістратура (ISCED 7) і докторантура (ISCED 8)
Навчання в університетах проводиться за трьома циклами: базовий (2-3 роки), спеціалізований (2 роки з присвоєнням диплома), дослідницький (2-3 роки з одержанням диплома доктора). Після закінчення двох циклів навчання студенти отримують диплом Licenciado, який надає право отримати диплома доктора, після навчання протягом двох-трьох років під керівництвом наукового керівника (тьютора). Претенденти на цей диплом здійснюють самостійні пошуки, пишуть і захищають дисертацію.
В університетах можна отримати вищу освіту нижчого рівня. В університетських школах (escuelas universitarias) навчання триває три роки. До цих шкіл зараховують за конкурсом документів і особистих справ. Вони надають спеціалізовану освіту, що відповідає рівня бакалавра. Так готують зокрема учителів початкових шкіл, працівників соціальних служб.
Навчання в університетських коледжах відповідає першому рівню вищої освіти без спеціалізації. Для отримання диплома потрібно закінчити навчання в університеті.
Поза межами університетів вищу освіту можна отримати ь інститутах. Вони надають два види дипломів. Перший Diplomado or Liceciado прирівнюється до університетського, якщо програма навчання відповідає програмам університетів. Його надають виші, що не підпорядковують Міністерству освіти і науки: Військова Академія, інститути туризму, цивільної авіації й теологічні заклади. Інший вид диплома нижчий від університетського через простішу навчальну програму. Його надають надають інститути і професійні школи (музика, співи, дизайн та інші мистецькі фахи).

## Підготовка освітніх кадрів
В Іспанії підготовка вихователів дошкільних дитячих закладів здійснюється на першому циклі навчання в університеті протягом трьох років з отриманням диплома магістра. Для вчителів середніх шкіл термін навчання — 5 років.
Диплом магістра з дошкільної освіти дає право навчати дітей на першому циклі початкової школи. Вчителі другого циклу початкової освіти повинні мати диплом магістра зі спеціалізацією в галузі початкового рівня освіти або ступінь бакалавра у тієї же галузі, але через чотири роки навчання. Це дає право вчителям викладати всі предмети початкової школи, за винятком музики, фізичного виховання та іноземних мов, котрі викладаються іншими педагогами-фахівцями.
Вчителів середньої школи готують за двома напрямками: вчителі середньої школи або вчителі у секторі середньої освіти — середня освіта, бакалаврат і техніки професійного навчання. Термін навчання 4-6 років у залежності від спеціалізації.
Кваліфікація та професійний статус викладача університету майже нічим не відрізняється від учителя середньої школи. Для посади професора необхідний докторський ступінь.